# Afro-Indio
Afro-Indio è un album di Mongo Santamaría, pubblicato dalla Vaya Records nel 1975. Il disco fu registrato al "Bell Sound Studios" di New York.

## Tracce
Lato A
1. Creepin' – 4:07 (Stevie Wonder)
2. Funk Up – 3:17 (William Allen)
3. Mambomongo – 5:55 (William Allen)
4. Funk Down – 3:28 (William Allen)
5. Los Indios – 7:25 (Justo Almario)

Lato B
1. Lady Marmalade – 3:13 (Bob Crewe, Kenny Nolan)
2. The Promised Land – 6:45 (Justo Almario)
3. What You Don't Know – 4:22 (Mel Larson, Gene Marcellino, Jerry Marcellino)
4. Song for You – 7:27 (Joe Gallardo)
5. Midnight and You – 4:09 (Billy Page, Gene Page)

## Musicisti
- Mongo Santamaría - congas, bongos, clave
- Ray Maldonado - tromba
- Victor Paz - tromba
- Justo Almario - sassofono tenore, sassofono soprano, flauto
- Al Williams - sassofono alto, flauto
- Bobby Porcelli - flauto
- Tom Malone - trombone, sintetizzatore
- Paul Griffin - pianoforte elettrico, pianoforte acustico
- Armen Donelian - pianoforte
- Roscoe Mackey - basso
- Bernard Purdie - batteria
- Greg Jarmon - bongos, congas, chekere, cowbell
- Barbara Massey - voce (brano : B1)
- Carl Hall - voce (brano : B1)
- Tasha Thomas - voce (brano : B1)
- Marty Sheller - produttore (brani : A1, A2, A3, A4, A5, B2 & B4)
- Marty Sheller & Billy Masucci - produttori (brani : B1, B3 & B5)